# Застава Салвадора
Застава Салвадора је усвојена 27. септембра 1972. године. Састоји се од плаве и беле боје. Плаве боје представљају океане Пацифик и Атлантик. Бела пруга представља мир и на њој се налази и грб.  
Постоји још једна верзија заставе са натписом „DIOS UNIO LIBERTAD“ (бог, унија, слобода). Званичну верзију користи углавном влада и њене организације а друга верзија се користи у цивилне сврхе.
| 21. август 1823 – 22 новембар, 1824 |
| 21. август 1823 – 22 новембар, 1824 |

| 22 новембар, 1824 – 28. април 1865 |
| 22 новембар, 1824 – 28. април 1865 |

| 28 април – јуни, 1865 |
| 28 април – јуни, 1865 |

| јуни, 1865 – фебруар, 1869 |
| јуни, 1865 – фебруар, 1869 |

| фебруар, 1869 – фебруар, 1873 |
| фебруар, 1869 – фебруар, 1873 |

| фебруар, 1873 – фебруар, 1875 |
| фебруар, 1873 – фебруар, 1875 |

| фебруар, 1875 – 2. новембр, 1898 |
| фебруар, 1875 – 2. новембр, 1898 |

| 2. новембар – 30. новембар 1898 |
| 2. новембар – 30. новембар 1898 |

| 30. новембар 1898 –17. мај 1912 |
| 30. новембар 1898 –17. мај 1912 |